# Royal Blue

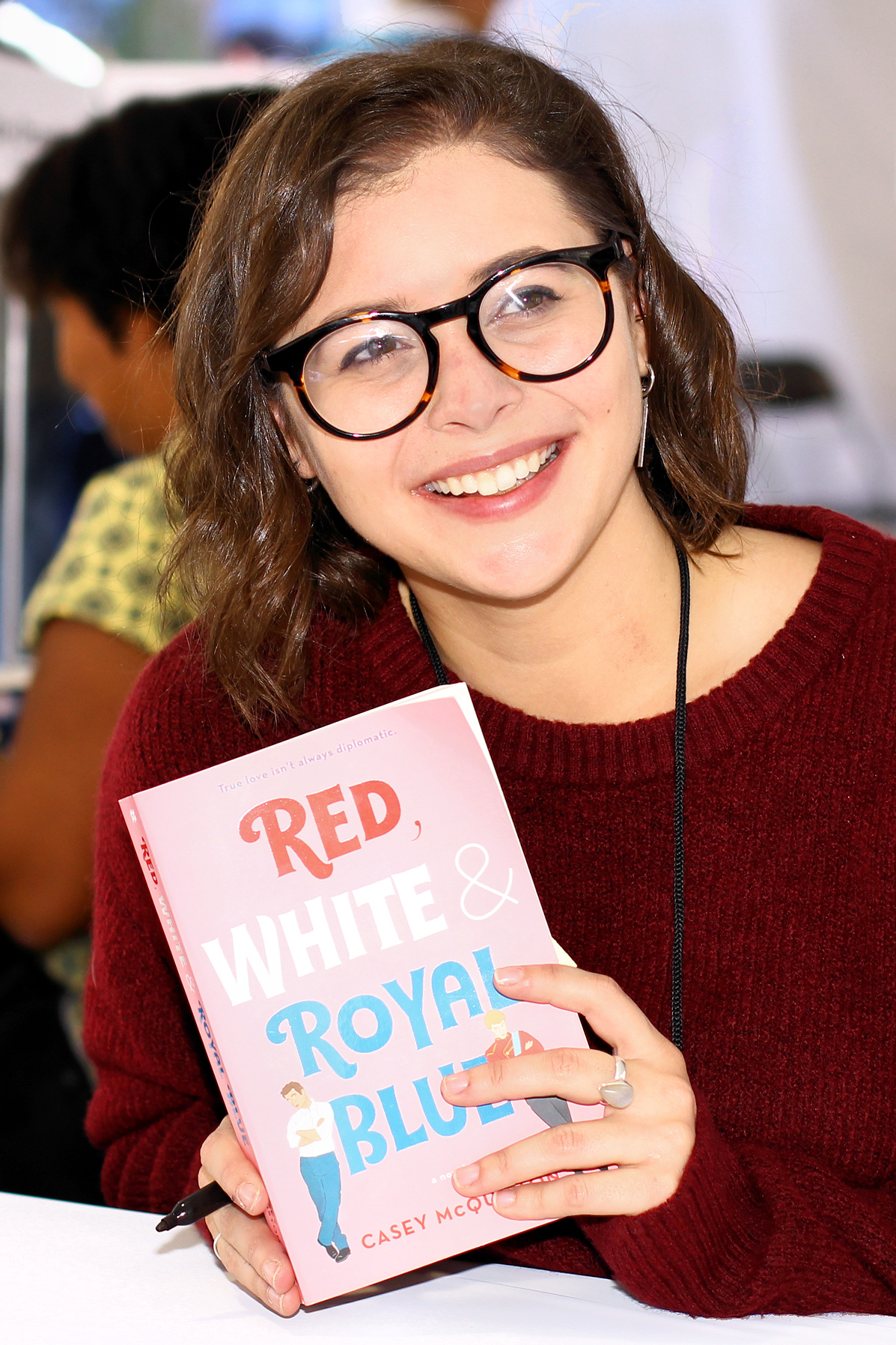
Die Autorin Casey McQuiston mit dem Buch in der Hand (2019)

Royal Blue (Originaltitel: Red, White & Royal Blue) ist ein LGBT-Liebesroman von Casey McQuiston aus dem Jahr 2019. Im Mittelpunkt des Romans steht Alex Claremont-Diaz, ein amerikanischer Präsidentensohn, und seine romantische Beziehung zu Henry, einem britischen Prinzen. Eine Verfilmung ist am 11. August 2023 unter dem Namen Royal Blue auf Prime Video erschienen.
Die deutsche Übersetzung von Hannah Brosch erschien am 1. April 2020 im Knaur Verlag.

## Handlung
Alex Claremont-Diaz ist der Sohn von Ellen Claremont, der ersten weiblichen Präsidentin der Vereinigten Staaten, die sich 2020 zur Wiederwahl stellt. Er hat den jüngeren Bruder des Bräutigams, Prinz Henry, schon immer verachtet und nach einer Konfrontation auf der Hochzeit geraten die beiden in eine körperliche Auseinandersetzung, bei der beide in die Hochzeitstorte fallen und sie zerstören.
Der Vorfall wird fotografiert und in der Öffentlichkeit verbreitet. Beide Parteien zwingen Alex und Henry, so zu tun, als seien sie miteinander befreundet, um zu verhindern, dass sich der Vorfall zu einer diplomatischen und medialen Krise ausweitet, die von der Wahlkampagne von Alex’ Mutter ablenkt. Während es zunächst darum geht, den Schaden zu begrenzen, freunden sich die beiden Jungen während des diplomatischen Besuchs an, entschuldigen sich gegenseitig und tauschen Nummern aus. Die beiden kommen sich über die Zeit näher und Henry wird später zu einer jährlichen Silvesterparty eingeladen, auf der Henry Alex küsst. Henry outet sich als schwul und Alex erkennt, dass er bisexuell ist. Die beiden beginnen eine geheime „Freundschaft Plus“ und schreiben sich kokette E-Mails, während sie gleichzeitig eine enge Bindung zueinander aufbauen. Alex beginnt schließlich, romantische Gefühle für Henry zu entwickeln.
Alex wendet sich an seinen Mentor und Freund, den Senator Rafael Luna, aber muss feststellen, dass er der Kandidat von Ellens Gegenkandidat Jeffrey Richards ist. Er outet sich schließlich vor seiner Mutter, die ihn unterstützt, ihn aber daran erinnert, dass er sicherstellen muss, dass die Beziehung echt ist und nicht nur ein flüchtiger Moment. Nachdem Alex ihn zur Rede gestellt hat, lässt Henry ihn wissen, dass sie wegen der königlichen Familie keine richtige Beziehung führen können. Er schenkt Alex seinen Siegelring und setzt damit ihre geheime Beziehung fort.
Als ihre E-Mails und Fotos an die Presse durchsickern, wird ihre Beziehung öffentlich. Sie sind gezwungen, sich voneinander fernzuhalten, während Ellens Team sich um die Situation kümmert. Alex fliegt nach England und unterstützt Henry bei seinem Coming-out vor seiner Familie, einschließlich seiner Großmutter, der Königin, die behauptet, dass die Welt sie niemals so akzeptieren wird, wie sie sind. Als dies geschieht, versammeln sich viele Menschen vor dem Palast, um Henry und Alex ihre Unterstützung zu bekunden. Nora findet schließlich heraus, dass es Richards Kampagne war, die mithilfe von Luna die E-Mails und Fotos durchsickern ließ. Nachdem sie ihn zur Rede gestellt hat, erzählt Luna Alex, dass er die Seiten gewechselt hat, um Richards als Sexualverbrecher zu entlarven. Ellen gewinnt die Wahl und Henry und Alex treten als offizielles Paar auf die Bühne.

## Rezeption
Der Roman erhielt allgemein positive Kritiken, vor allem für seine Darstellung einer schwulen Beziehung. Kirkus Reviews sagte, dass „McQuistons Stärke in den Dialogen“ und ihren „reichhaltigen, gut gezeichneten Charakteren“ liegt und Publishers Weekly nannte Royal Blue einen „äußerst vielversprechenden Start“. The Nerd Daily bezeichnete den Roman als „absolutes Juwel“ und lobte McQuistons „exquisite Sorgfalt“ bei der Erschaffung der Charaktere und vergab zehn von zehn Punkten. Auch The Hoya rezensierte den Roman positiv und hob seinen „unverwechselbaren Millennial-Humor“ und die „spektakulären Nebenfiguren“ hervor. Es wurde jedoch angemerkt, dass die Handlung nicht unbedingt realistisch sei.
Der Roman wurde im Juni 2019 in die New York Times Bestsellerliste aufgenommen. McQuiston ist nach eigener Aussage von der Resonanz auf den Roman „überwältigt“, und sprach über eine mögliche Fortsetzung. Red, White & Royal Blue gewann einen Alex Award 2020 und die Goodreads Choice Awards 2019 für Best Romance und Best Debut. Die schwedische Netflix-Fernsehserie Young Royals wurde aufgrund der Ähnlichkeit einiger Handlungspunkte mit Red, White & Royal Blue verglichen.

## Verfilmung
Im April 2019 wurde berichtet, dass Amazon Studios sich die Filmrechte an Royal Blue gesichert hatte. Der Film sollte von Berlanti Productions produziert werden. Im Oktober 2021 wurde bekannt gegeben, dass der Drehbuchautor Matthew Lopez bei dem Film Regie führen würde.
Im Juni 2022 wurden Taylor Zakhar Perez als Alex Claremont-Diaz und Nicholas Galitzine als Prinz Henry in den Hauptrollen bekannt gegeben. Uma Thurman wurde für die Rolle der Ellen Claremont bestätigt. Clifton Collins Jr., Stephen Fry, Sarah Shahi, Rachel Hilson, Ellie Bamber, Aneesh Sheth, Polo Morín, Ahmed Elhaj und Akshay Khanna wurden ebenfalls für die Besetzung angekündigt. Noch im selben Monat begannen die Dreharbeiten in Großbritannien. Im Juli 2022 wurden Sharon D. Clarke, Malcolm Atobrah und Thomas Flynn für die Rolle des Prinzen Philip gecastet. Die Hauptdarsteller bestätigten auf Instagram, dass die Dreharbeiten am 15. August 2022 abgeschlossen waren.
Im April 2023 wurde bekannt gegeben, dass der Film am 11. August 2023 erscheinen wird.